# Louis Barbe Charles Sérurier
Louis Barbe Charles Sérurier (né à Marle le 7 avril 1775 et mort à Paris le 21 janvier 1860) est un diplomate français, consul général pour la France de 1811 à 1815, et envoyé de 1831 à 1835 aux États-Unis d'Amérique.

## Biographie
Son père, Louis-Nicolas-Clair Serurier, officier du régiment Royal-Roussillon puis lieutenant-général civil et criminel et juge gruyer du bailliage de Marle, est l'arrière-petit-cousin germain du maréchal Sérurier.
Il étudia d'abord au collège des bénédictins de Laon, puis fut attaché, sous le Directoire, au ministère des Relations extérieures. Le coup d’État du 18 brumaire et l'influence du général Sérurier lui valurent d'être nommé secrétaire de légation auprès de la petite cour de Hesse-Cassel : il y resta cinq ans. « Oublié dans ce poste secondaire, écrit son biographe, M. Michel Chevalier, il vint se présenter, sous les auspices du devenu le maréchal Sérurier, à l'audience du ministre M. de Talleyrand, afin de lui demander une mission plus active. Le ministre, toujours porté à contenir les ardeurs trop impatientes des jeunes diplomates et enclin même à les railler, repoussa d'abord la requête, en disant au solliciteur qu'il verrait, que toutefois Cassel n'était pas un poste sans valeur, que c'était une fenêtre sur l'Allemagne. - Oui, Monseigneur, reprit vivement M. Sérurier, mais cinq ans à la fenêtre!... Le ministre sourit et lui promit de ne plus l'y laisser longtemps. » 
Envoyé à La Haye comme secrétaire d'ambassade (1803), Sérurier sera successivement ministre plénipotentiaire aux États-Unis (1810-1815), directeur des Affaires politiques au ministère des Affaires étrangères (1830), puis ambassadeur de France au Brésil et en Belgique entre 1830 et 1836.
Il est pair de France, Grand officier de la Légion d'honneur, chevalier de l'Ordre de la Réunion, et porte également l'Ordre de Léopold (Belgique).
Il reçoit le titre de comte héréditaire par lettres-patentes du roi Louis-Philippe en date du 20 juillet 1841.
Il est enterré dans la 73e division du cimetière du Père-Lachaise, avec sa femme, Louise Pageot des Noutières (1795-1876), ainsi que sa belle-fille, la comtesse Maurice Sérurier, née Amélie-Angèle Pellerin (1839-1897), tuée dans l'incendie du Bazar de la Charité.

### Sources
- « Louis Barbe Charles Sérurier », dans Adolphe Robert et Gaston Cougny, Dictionnaire des parlementaires français, Edgar Bourloton, 1889-1891 [détail de l’édition]